# Madhya-loka
Le Madhya-loka est un royaume de la cosmographie du jaïnisme. Il s'agit de la partie intermédiaire au-dessus des enfers le adho-loka, et, sous le paradis le loka-akasa. Notre terre est liée à un des continents qui peuplent le madhya-loka: un espace dénommé jambudvipa.